# کودپخش‌کن

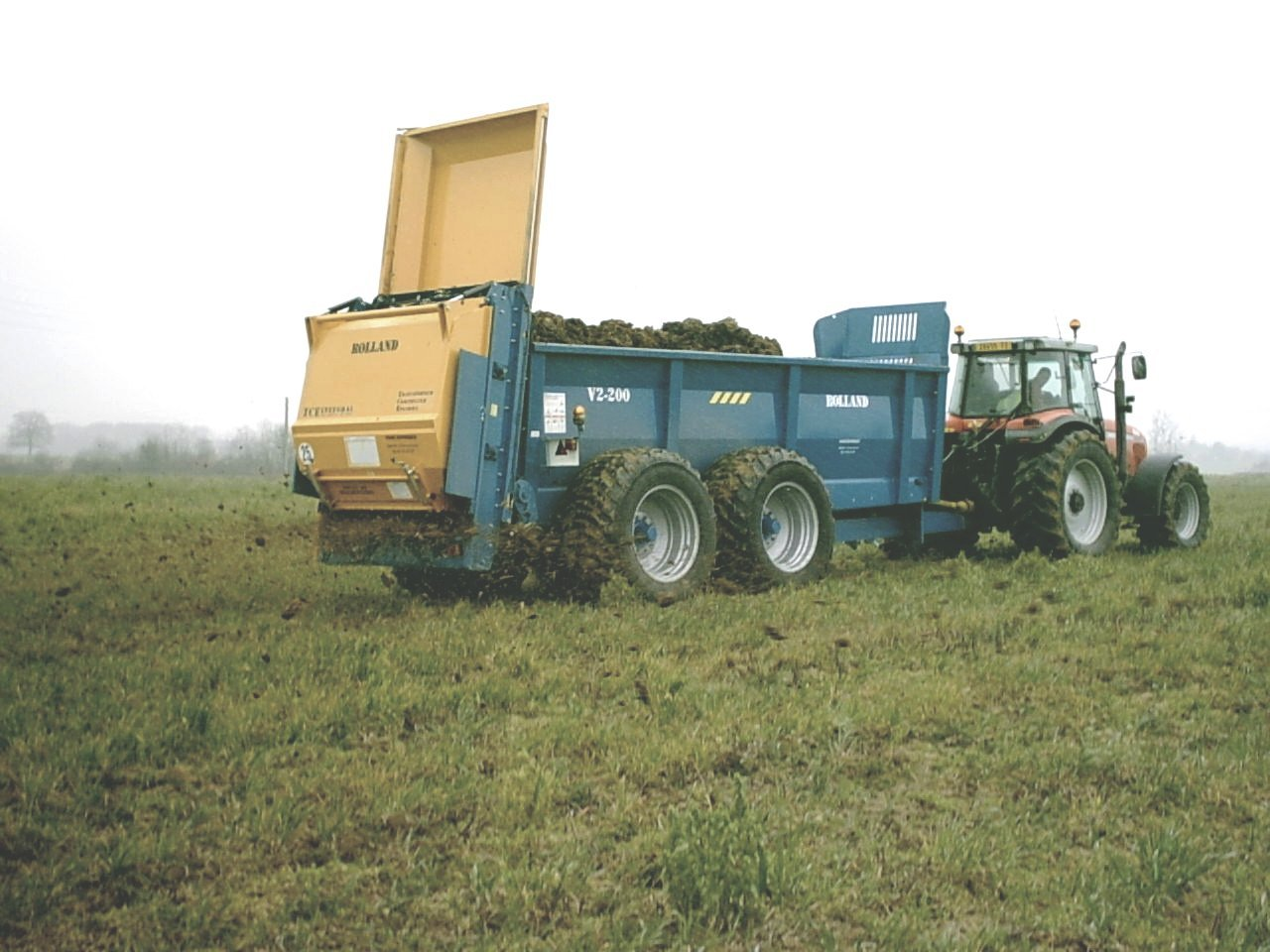
دستگاه پخش کود مدرن

ماشین کودپخش‌کن، ماشین پخش‌کننده کود (به انگلیسی: Manure spreader) یا ماشین پخش‌کننده لجن یک ماشین کشاورزی است که برای پخش کود حیوانی در مزرعه به عنوان کود استفاده می‌شود. یک دستگاه پخش کود دامی (مدرن) معمولی شامل یک تریلر است که در پشت یک تراکتور یدک کشیده می‌شود و دارای یک سازوکار چرخشی است که توسط محور قدرت تراکتور (PTO) به حرکت در می‌آید. پخش‌کننده‌های کود سوار بر کامیون نیز در آمریکای شمالی رایج هستند.
نخستین دستگاه کودپخش‌کن خودکار موفق توسط جوزف کمپ در سال ۱۸۷۵ طراحی شد. پخش‌کننده‌های کود در ابتدا به عنوان واحدهای زمینی که توسط اسب یا تیمی از اسب‌ها کشیده می‌شدند، آغاز شدند. در زمان اختراعش، او در نزدیکی ماگوگ، کبک در کانادا زندگی می‌کرد، اما پس از آن، به نیوآرک ولی، نیویورک نقل مکان کرد و شرکت تولیدی جی‌اس کمپ را برای تولید و بازاریابی طرح‌های کنونی و بعدی خود تأسیس کرد. در سال ۱۹۰۳، او شرکت را به واترلو، آیووا گسترش داد و سپس در سال ۱۹۰۶ طرح را به شرکت بین‌المللی هاروستر فروخت.